# Ma sei scemo!?
Ma sei scemo!? è il secondo singolo del Gabibbo, il pupazzo ideato da Antonio Ricci, pubblicato nel 1991 dall'etichetta discografica Five.

## Tracce
1. Ma sei scemo!? (Mix Version) – 4:52
2. Ma sei scemo!? (Radio) – 3:56
3. Ma sei scemo!? (Strumentale) – 3:56